# Ani málo, ani moc
TV drama Ani málo, ani moc je autorský projekt režiséra a scenáristy Petra Strnada. Komorní příběh dysfunkčního manželství Báry a Luboše a adoptovaného synka Bohouška vyrobila léta 1999 Česká televize; odvysílali jej následujícího roku.

## Výroba
Film natáčelo pražské studio ČT v červenci 1999 v jedné ze smíchovských vil.

## Obsazení
| Vilma Cibulková    | Barbora, manželka Luboše |
| Slávka Budínová    | babička Marie            |
| Lukáš Vaculík      | Luboš, manžel Barbory    |
| Pavel Dytrt        | Bohoušek, adoptovaný syn |
| Lenka Termerová    | sociální pracovnice      |
| Barbora Srncová    | Zlata, milenka Luboše    |
| Stanislav Zindulka | květinář                 |
| Jan Teplý ml.      |                          |
| Claudia Vašeková   | chůva                    |
| Adéla Decastelová  |                          |

## Tvůrci filmu
- scénář: Petr Strnad
- režie: Petr Strnad
- produkce: Renáta Králová
- dramaturg: Petr Zikmund
- střih: Olina Kaufmanová
- hudba: Robert Jíša
- zvuk: Radim Hladík ml.
- kostýmy: Jana Miškovská
- výprava/architekt: Pavel Fanta
- vedoucí výroby: Alexej Guha
- asistent kamery: Libor Brůha
- fotograf: Jiří Červený